# Unearthed: Trail of Ibn Battuta
Unearthed: Trail de Ibn Battuta (en árabe: الرّكاز: في أثر ابنِ بطّوطة‎) es un videojuego de acción y aventuras por episodios desarrollado por el desarrollador de juegos de Arabia Saudita Semaphore y publicado por la empresa matriz Semanoor International. El episodio 1 del juego se lanzó entre 2013 y 2014 en PlayStation 3 (a través de PSN), Microsoft Windows, Mac OS X (ambos a través de Steam y este último también a través de Mac App Store), así como en dispositivos iOS y Android., incluido Ouya.
Después de críticas abrumadoramente negativas del Episodio 1, en abril de 2018, Semaphore anunció que está desarrollando una secuela completa del juego titulada Al Rekaz, que se construyó desde cero con Unreal Engine 4. A partir de 2020, no se han realizado actualizaciones de la fecha de lanzamiento de la secuela.

## Sinopsis
Cuando el cazador de fortunas árabe Faris Jawad y su hermana arqueóloga Dania reciben una llamada para visitar Marruecos, se embarcan en una exótica aventura por Oriente Medio siguiendo la pista del famoso explorador musulmán Ibn Battuta. Sin embargo, el camino no estaría claro, ya que Faris tendría que superar una alianza impía de un líder de la milicia, un traficante de armas y un rico contrabandista de antigüedades que buscan el mismo objetivo.

## Trama
El primer episodio comienza cuando el cazador de fortunas árabe Faris Jawad (Jeff Rosick) aparece herido y sale a rescatar a su hermana, Dania (Katie Crown). Una vez que se enfrenta a un rico contrabandista de antigüedades, Quinton, la trama retrocede tres semanas antes.
Faris y Dania están en Egipto en una expedición para descubrir un tesoro escondido dentro de la tumba del faraón Ahmose. Feris luego ingresa a la tumba solo mientras resuelve acertijos y evita peligros para llegar a una pequeña caja que contiene la preciada posesión de Ahmose. En ese momento, la tumba es atacada por mercenarios que obligan a Faris a disparar para regresar con Dania. Dania no está a la vista cuando Faris regresa, pero se enfrenta al líder mercenario, Ozgur. Después de que Faris lo derrota en un combate cuerpo a cuerpo, Dania aparece y asusta a Ozgur disparando en su dirección. Faris y Dania escapan en un vehículo todoterreno mientras Ozgur jura venganza.
Faris luego recibe una llamada telefónica de un hombre llamado Rasheed Al Kalabi (David Lodge) que los invita a Marruecos para mostrarles un diario que dejó Ibn Battuta. Al llegar, Rasheed los lleva a un café para explicarles que es descendiente de Ibn Juzzay, quien fue un escritor del sultán que documentó los viajes de Ibn Battuta. Cuando regresan al apartamento de Rasheed, encuentran la puerta abierta mientras un ladrón sale corriendo con el diario (probablemente un contacto de Quinton). Faris persigue al ladrón por los tejados y luego lo golpea. Antes de que Faris pueda obtener alguna información del ladrón, este es asesinado a tiros por un francotirador, atrayendo la atención de la policía. Faris pasa a escondidas a la policía y saca el coche de Rasheed de la ciudad. Dado que el ladrón no tenía los diarios cuando Faris lo atrapó, se quedan sin una pista hasta que Rasheed admite que, afortunadamente, tiene una copia escondida en la guantera. A partir de ahí, los tres se dirigen a descubrir los misteriosos descubrimientos de Ibn Battuta, preparando los eventos para un episodio futuro.

## Desarrollo
Unearthed: Trail of Ibn Battuta es uno de los primeros juegos para PlayStation 3 con el motor de juego Unity. El episodio 1 se lanzó el 29 de mayo de 2013 para PlayStation 3 (solo versión PAL) e iOS. Las versiones para PC y Android también se anunciaron originalmente para esa fecha, pero ambas no se lanzaron en las respectivas plataformas; en el caso del primero, se debió principalmente a que no fue aprobado por la comunidad Greenlight de Steam antes de la fecha sugerida. El 3 de enero de 2014, el juego finalmente se lanzó en todo el mundo para las plataformas de PC bajo el título Episode 1 - Gold Edition, en el que el desarrollador afirma que esta nueva edición ha abordado y mejorado algunos de los problemas técnicos del juego. Los lanzamientos anteriores en PlayStation 3 e iOS recibieron la versión Gold Edition como actualización gratuita. La versión más reciente estuvo disponible para plataformas Android el 28 de mayo de 2014. A pesar de las actualizaciones iniciales, la Gold Edition se ha parcheado varias veces. A partir de mayo de 2014, Semaphore confirmó que el Episodio 2 está en desarrollo y presentaría eventos ambientados en la vida de Ibn Battuta, así como personajes jugables adicionales. No ha habido más información sobre el Episodio 2 desde entonces, ya que Semaphore se centró en otros proyectos, como Badiya. En abril de 2018, Semaphore anunció que están trabajando en una secuela completa del juego.
Inicialmente, se planeó que el juego también estuviera disponible en Xbox Live Arcade y WiiWare, pero Semaphore eliminó silenciosamente esas plataformas desde entonces. También se planeó una versión diferente del juego como aplicación de Facebook. En septiembre de 2014, Semaphore anunció que el episodio 1 estaba en desarrollo para PlayStation 4 y PlayStation Vita, sin embargo, ninguna de estas versiones se había lanzado a partir de 2020.

## Recepción
Unearthed: Trail of Ibn Battuta ha recibido críticas negativas tanto de críticos como de usuarios. Las principales críticas hacia el juego se dirigieron a mecánicas de juego rotas, gráficos, animaciones torpes y su falta de originalidad, y la mayoría de los críticos compararon el juego de manera desfavorable con la serie Uncharted. Actualmente tiene una puntuación de 11 sobre 100 en Metacritic.
IGN medio oriente le dio al juego un 3.0 sobre 10; "Con sus controles torpes, un diseño de niveles deficiente y una escritura horrible, Unearthed: The Trail of Ibn Battuta es un desastre terrible. El juego recibió un poco de atención negativa por ser una estafa descarada de Uncharted, sin embargo, en el fondo tenía la esperanza de que nos obligaría a rechazar esos prejuicios y a estar en lo alto por derecho propio. Unearthed, desafortunadamente, no hace nada de eso y falla rotundamente". Sixth Axis le dio al juego un 1 sobre 10; "Todo es ridículamente malo, tanto que hubo algunas veces que no pude evitar estallar en carcajadas por lo terribles que eran las animaciones, la jugabilidad o todo lo demás".